# 270-talet f.Kr.

## Händelser
- 275 f.Kr. - Biblioteket i Alexandria grundas av den egyptiske kungen Ptolemaios II (omkring detta år).

## Födda
- 276 f.Kr. – Eratosthenes, grekisk vetenskapsman.
- 271 f.Kr. – Aratos från Sikyon, grekisk statsman.
- 270 f.Kr. – Hamilkar Barkas, kung av Tyrus.

## Avlidna
- 278 f.Kr. – Polyaenus av Lampsacus, grekisk matematiker.
- 272 f.Kr. – Bindusara, kejsare av Mauryariket.
- 272 f.Kr. – Pyrrhus, kung av Makedonien.